# Atyla
L' Atyla est une goélette à hunier à deux-mâts espagnole. Il a d'abord servi à la plaisance. Depuis 2014 il est devenu un navire-école.

Son port d'attache actuel est Bilbao en Espagne.

## Histoire

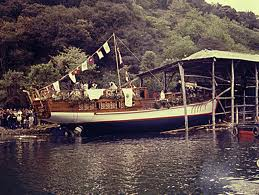
Lancement du navire en 1984.

L'Atyla a été construit de 1980 à 1984 sur divers chantiers navals d'Espagne sur des plans d' Esteban Vicente Jiménez qui voulait réaliser une goélette selon des plans du début du XIXe siècle et de façon traditionnelle. Son intention était de pouvoir faire le tour du monde d'après l'itinéraire de l'expédition de Fernand de Magellan et Juan Sebastián Elcano (1519-1522).
La première partie de la construction se fit à Vinuesa  où la plupart des pièces de charpentes, mâtures, mobiliers, sculptures furent réalisées avec des bois locaux. Le bateau portait alors le nom de Taurus.
En 1982, 6 camions transportèrent toutes les pièces de bois, à Lekeitio (Biscaye), pour en faire l'assemblage au chantier naval Isuntza. 
Il est lancé le 15 mai 1984 sous le nom de Itsaso-Petronor (parrainé par la compagnie pétrolière homonyme). La fin de la construction fut réalisée au chantier naval Celaya d'Erandio, dans l'estuaire de Bilbao. Puis il prit le nom de Marea Errota (en souvenir du moulin à marée du lieu du début de sa construction) de 1984 à 2005. De 2005 à 2012, il fut connu sous le nom de Cantabria Infinita et servit de bateau-ambassadeur pour la région de Cantabrie et eut Santander comme port d'attache.
Après ce contrat régional, la goélette prend le nom de Atyla en 2013 et navigua en Méditerranée depuis le port de Badalone. Elle  participa à des rassemblements et courses classiques  comme Les Tonnerres de Brest 2012 ou la Mediterranean Tall Ships Regatta 2013 et était présente à Toulon Voiles de Légende 2013.
Depuis 2014, la goélette sert de navire-école sur les côtes européennes. Elle participa à la Sail Amsterdam de 2015.
En 2018 Atyla a participé à la Tall Ships Regatta 2018 en partance de Dublin vers Bordeaux.
Il participera à la Liberty Tall Ships Regatta 2019 au départ de l'Armada de Rouen 2019.
Sa présence est annoncée pour l'Armada de Rouen 2023, du 8 au 18 juin 2023.

## Galerie d'images
| L'Atyla | L'Atyla | L'Atyla |
| ------- | ------- | ------- |
|         |         |         |
|         |         |         |
|         |         |         |
|         |         |         |